# Вулиця Вадима Манька (Харків)
Вулиця Вадима Манька — вулиця у Київському районі Харкова. Починається від вулиці Академіка Проскури і йде на південний схід, спускаючись полого за рельєфом. Закінчується на перехресті вулиць Шишківської, Чебишева та Електроінструментального провулка. Довжина вулиці близько 1400 метрів.
Назву колишої вул. Чкалова було змінено рішенням позачергової сесії Харківської міської ради, яка відбулася 22 листопада 2023 року. В Харкові перейменували 26 вулиць, назви яких були пов'язані з росією та її союзниками.

## Забудова
На початку вулиці Вадима Манька з парного боку розташована зелена лісопаркова зона місцевості «Помірки». З непарного боку — п'ятиповерхові будинки, в тому числі гуртожитки Харківського авіаційного інституту.
Будинок № 17 — Національний аерокосмічний університет імені М. Є. Жуковського «Харківський авіаційний інститут». Будинок є пам'яткою історії Харкова, охорон. № 2283.
За перехрестям з вулицею Лісопарківською і до кінця вулиця Вадим Манька забудована переважно одно- та двоповерховими приватними будинками.

## Пам'ятники
- На початку вулиці Вадима Манька, перед будівлями студентського містечка ХАІ, встановлений пам'ятник російському науковцю М. Є. Жуковському.
- Біля входу головної прохідної университету в 2021 році встановлено літак МіГ-23[2].
- На території ХАІ встановлений пам'ятник студентам, викладачам і співробітникам авіаційного інституту, які загинули на фронтах Великої Вітчизняної війни.
- Встановлений літак-пам'ятник Су-7Б[3].

## Галерея

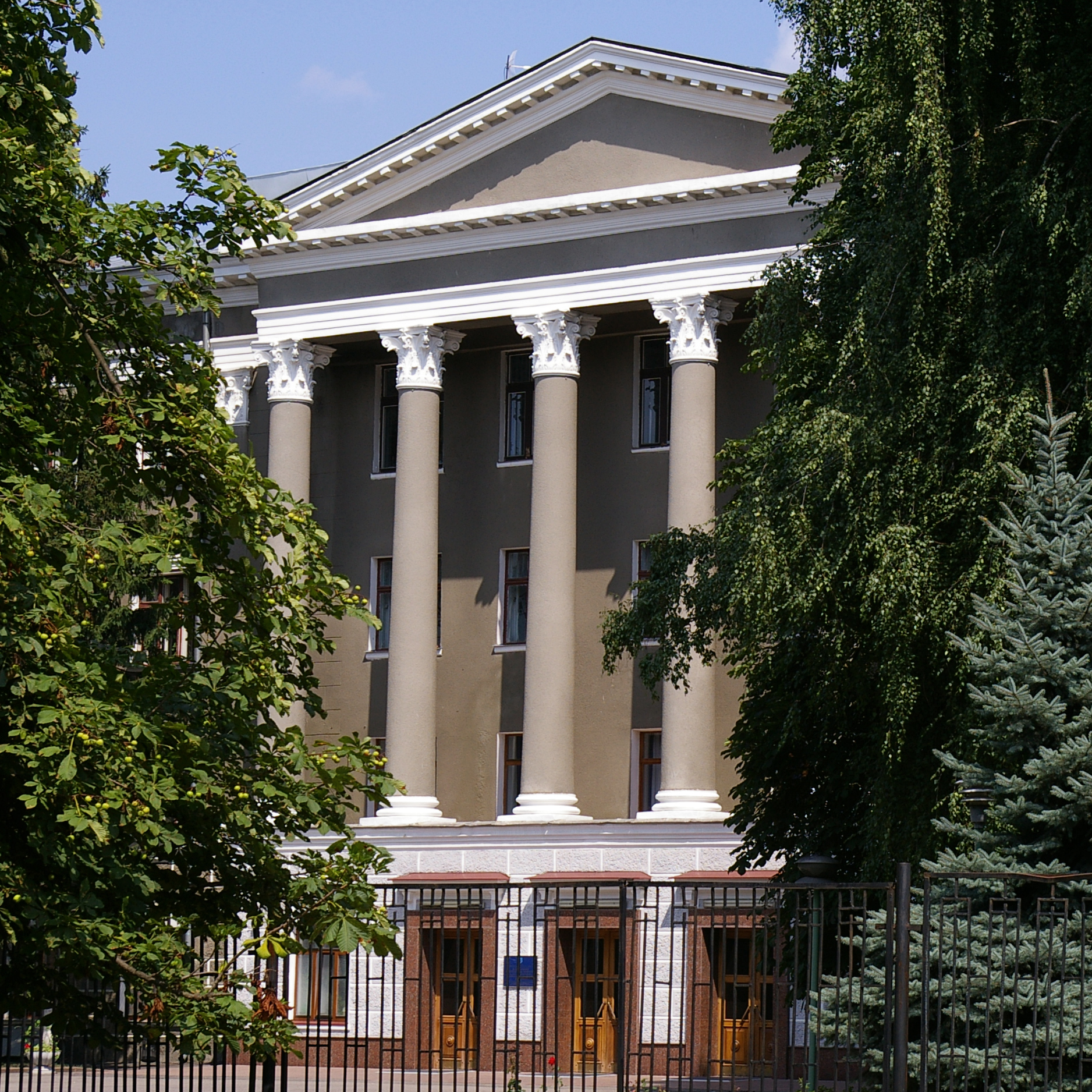
Головний корпус ХАІ
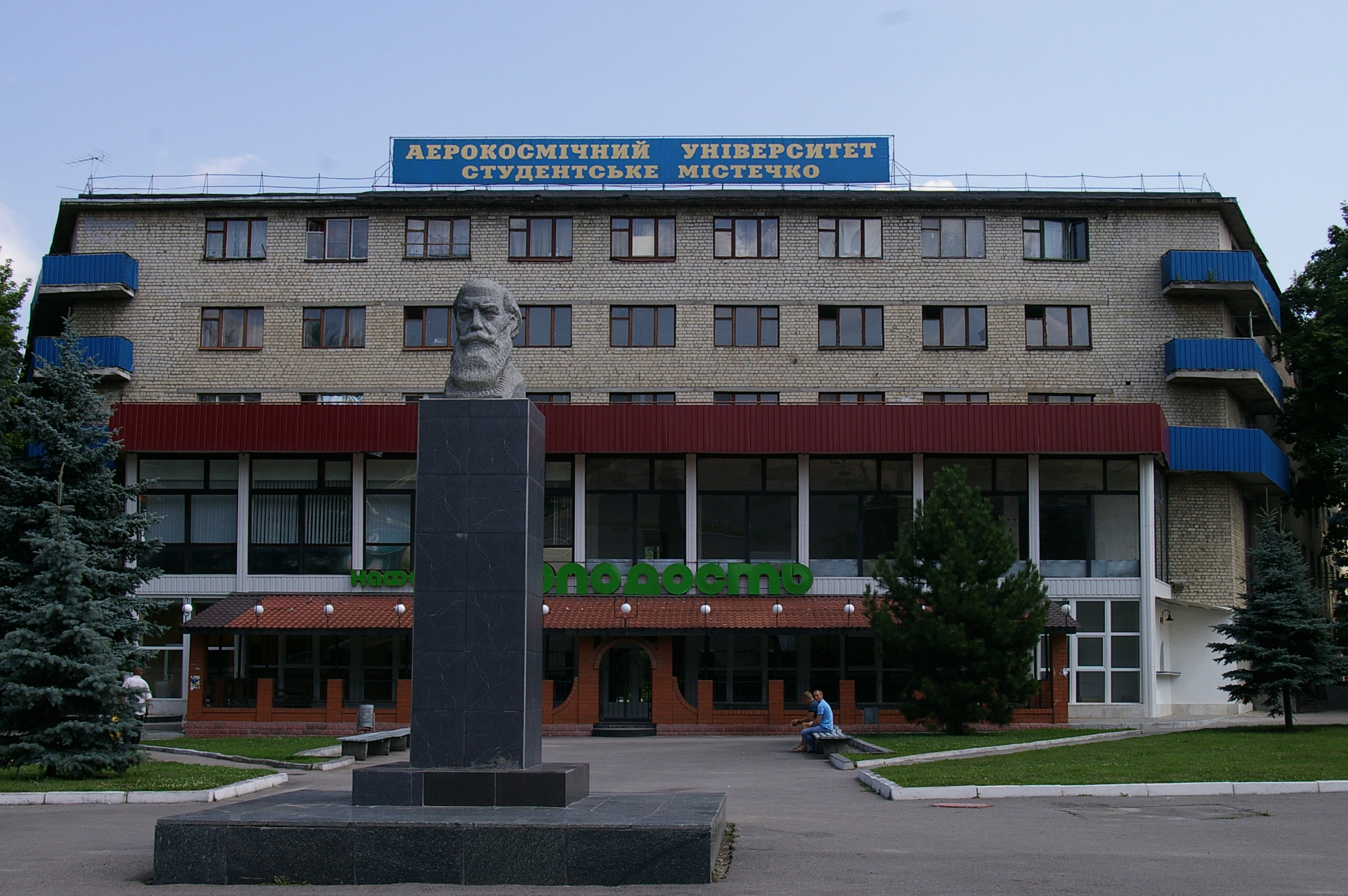
Пам'ятник М. Є. Жуковському
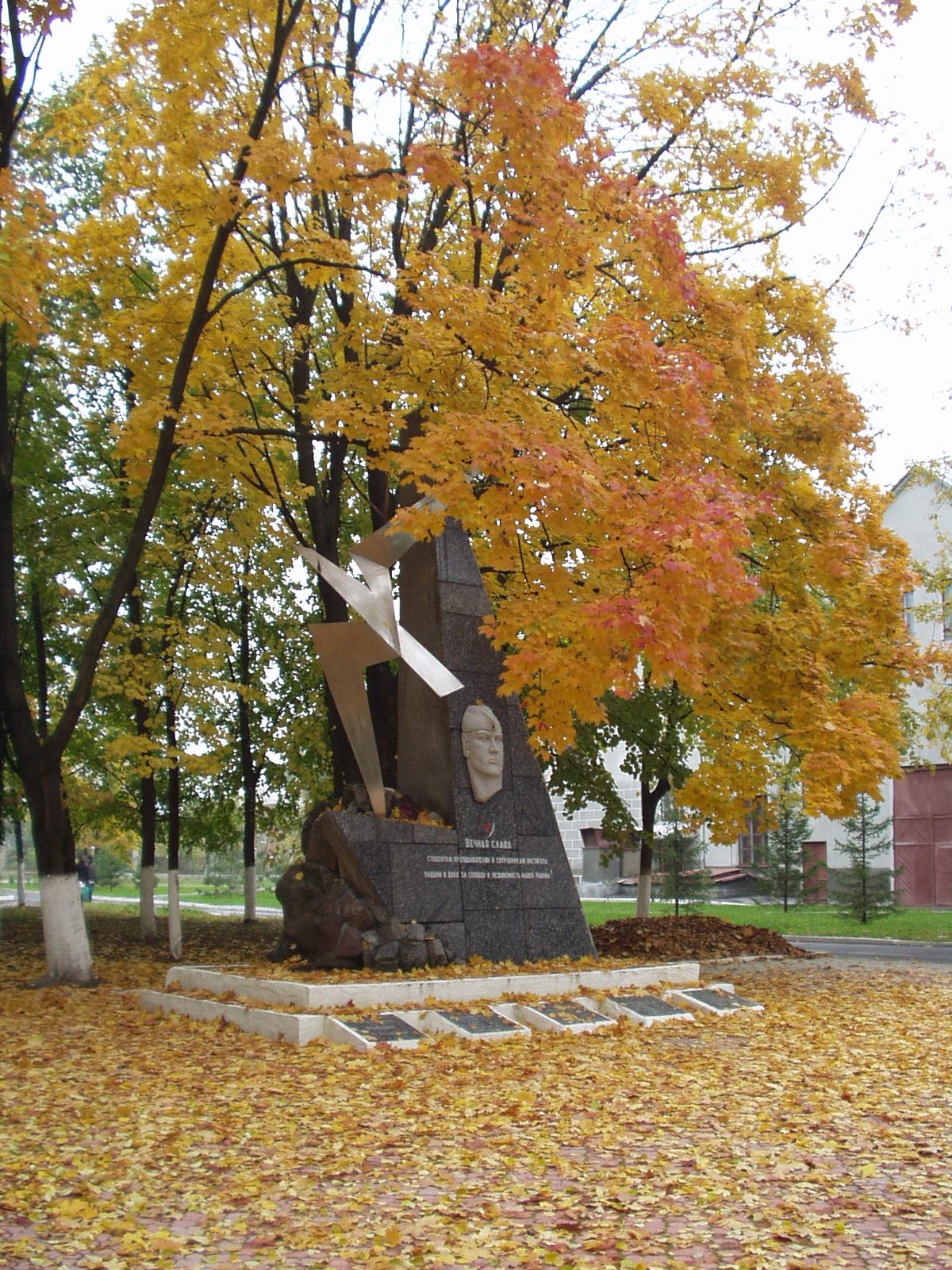
Пам'ятник студентам, викладачам і співробітникам авіаційного інституту
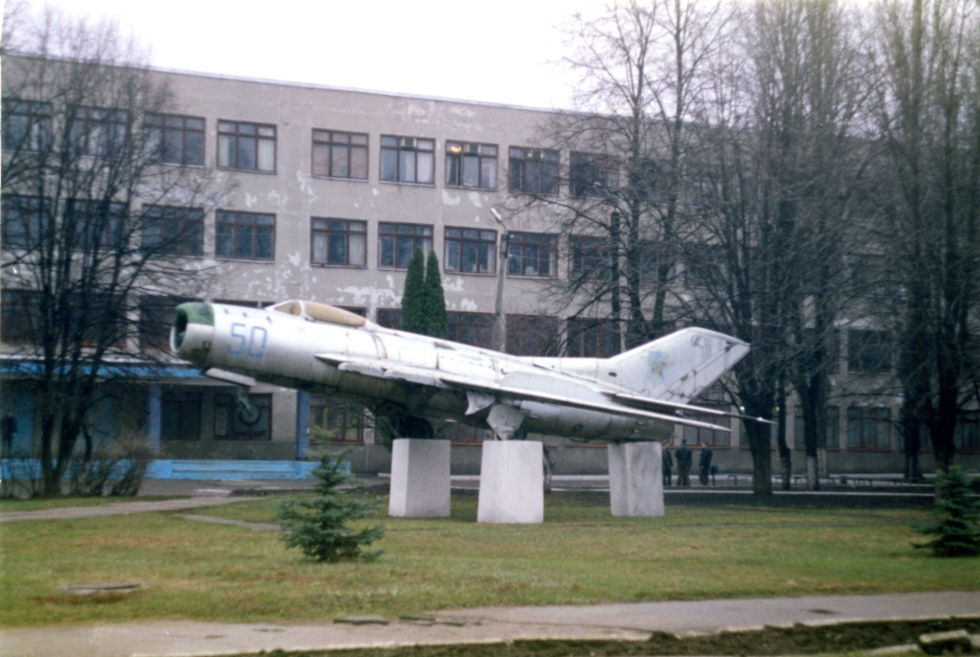
Літак-пам'ятник МіГ-19